# Conseil général de Seine-et-Oise
1833–1968
Entités précédentes :
- création

Entités suivantes :
- Conseil général des Yvelines
- Conseil général de l'Essonne
- Conseil général du Val-d'Oise

Le conseil général de Seine-et-Oise est l'assemblée délibérante de l'ancien département français de Seine-et-Oise. Son siège se trouvait à Versailles.

## Historique
En 1800 le département le département de Seine-et-Oise comptait 35 cantons pour une population de 431 100 habitants. 
En 1900 le département de Seine-et-Oise comptait 37 conseillers généraux pour une population de 628 500 habitants. Puis au fil de quelques créations de cantons, le conseil général de Seine-et-Oise atteignait le nombre de 41 élus cantonaux en 1964. À cette date, dans la perspective de la création des nouveaux départements de la Région parisienne, 26 nouveaux cantons étaient créés.
C'est donc une assemblée de 67 élus qui siégeait à Versailles de 1964 à 1967. Ils représentaient alors une population de 2 298 900 habitants. Le territoire du département est alors démembré pour constituer, entièrement (Yvelines, Essonne, Val-d'Oise) ou partiellement (Hauts-de-Seine, Seine-Saint-Denis, Val-de-Marne), six des huit départements de la Région Île-de-France.

### Évolution politique
L'historienne Nadia Ténine-Michel note l'instabilité politique du département, essentiellement à partir de 1936. Elle met en parallèle celle-ci avec la croissance démographique et « l'absence d'enracinement dans une tradition locale ». De 1921 à 1936, la population du département passe de 921 600 à 1 414 900 habitants. En 1954 elle est de 1 708 800 habitants. Cependant le nombre des cantons et la représentation politique qu'il induit n'évoluent que très peu. On assiste à une surreprésentation des zones rurales par rapport aux zones urbaines. Ainsi en 1936 le canton d'Argenteuil compte 128 818 habitants, alors que ce celui de Milly-la-Forêt en compte 7 991. Après le renouvellement des conseillers généraux de 1937, le parti communiste atteint le nombre de 10 élus, soit le quart du conseil général. Aux élections cantonales de septembre 1945 il obtient 19 élus, ce qui lui permet, avec l'appui des 9 élus de la SFIO de diriger le Conseil général. La Seine-et-Oise, est, avec la Seine, les Alpes-Maritimes et la Corrèze un des quatre départements dirigés par un élu communiste. En l'occurrence il s'agit de Louis Péronnet, maire de Bezons depuis 1926. Cette majorité  départementale se défait avec la guerre froide. Aux élections de 1949 le PCF perd 6 élus, et 6 encore aux élections de 1951. De 1948 à 1967 l'instabilité politique prédomine, liée à des rivalités de notabilités au sein des élus de la droite, qui bénéficie alors du découpage électoral archaïque des cantons.

## Liste des présidents
Liste établie à partir de 1790
- 1790 : Laurent Le Cointre
- 1790-1791 : Louis Auguste Laisné[9]
- 1791 : Charles-François Lebrun
- 1791-1792 : Antoine-Alexis Cadet de Vaux
- 1792 : Simon-François Germain[10]
- 1792-1793 : François Richaud
- 1793 : Simon-François Germain
- 1800-1803 : Jean Chandellier[11]
- 1803-1805 : Marc Antoine de Granet[12]
- 1805-1815 : Jacques François Brunet
- 1816 : Louis-Gabriel de Bizemont
- 1817-1821 : Olivier de Saint-Georges de Vérac
- 1822-1823 : Louis-Gabriel de Bizemont
- 1824-1825 : Olivier de Saint-Georges de Vérac
- 1826 : Louis-Gabriel de Bizemont
- 1827 : Olivier de Saint-Georges de Vérac
- 1828 : Louis-Gabriel de Bizemont
- 1829-1831 : Olivier de Saint-Georges de Vérac
- 1832-1851 : Félix Le Peletier d'Aunay
- 1852-1870 : Pierre Jules Baroche
- 1871-1874 : Eugène Guy L'Evesque[13]
- 1874-1883 : Charles Gilbert-Boucher
- 1883-1886 : Léon Say[14]
- 1886-1904 : Paul Maret
- 1904-1908 : Laurent Amodru
- 1908-1911 : Maurice Berteaux
- 1911-1917 : Émile Aimond
- 1920-1922 : Laurent Amodru
- 1923-1935 : Louis Amiard
- 1935-1940 : Henry Bertrand (Parti radical)
- 1945-1948 : Louis Péronnet[15] (PCF)
- 1948-1949 : Henri Marty[16] (MRP)
- 1949-1955 : Antoine Boutonnat (RPF)[17]
- 1955-1956 : Barthélémy Durand (MRP)
- 1956-1958 : René Jollivet (URAS)
- 1958-1961 : Marcel Pourtout (Républicain indépendant)
- 1961-1964 : René Jollivet[18] (Action locale)
- 1964-1967 : Adolphe Chauvin (MRP)

### Occupation et Libération
- 1943-1944 : Pierre Cathala, président du Conseil départemental (nommé)[19]
- 1944-1945 : Serge Lefranc, président du Comité départemental de la libération

## Annexe